# Henri Truyens
 (avril 2025).
Motif : Aucune source secondaire ne permet de vérifier la notoriété de cette personne
- Archive Wikiwix
- Bing
- Cairn
- DuckDuckGo
- E. Universalis
- Gallica
- Google
- G. Books
- G. News
- G. Scholar
- Persée
- Qwant
- (zh) Baidu
- (ru) Yandex
- (wd) trouver des œuvres sur Wikidata

| 1. | Préciser le motif de la pose du bandeau. | Précisez le motif de la pose du bandeau en utilisant la syntaxe suivante : {{admissibilité à vérifier\|date=avril 2025\|motif=remplacez ce texte par le motif}}                    |
| 2. | Informer les utilisateurs concernés.     | Pensez à avertir le créateur de l'article, par exemple, en insérant le code ci-dessous sur sa page de discussion : {{subst:avertissement admissibilité à vérifier\|Henri Truyens}} |

Anversois ayant fait ses études à Oxford, Henri Truyens fut l'instigateur de la création de la première équipe de rugby en Belgique, à l'Antwerp British Sport Club en 1919. Premier vice-président de la Fédération belge de rugby à XV en 1931, puis président en 1934. Il est le fondateur de la section rugby du Royal Beerschot Athletic Club en 1934.